# Conocybe mesospora
Conocybe mesospora är en svampart som beskrevs av Kühner ex Watling 1980. Conocybe mesospora ingår i släktet Conocybe och familjen Bolbitiaceae.  Arten är reproducerande i Sverige. Inga underarter finns listade i Catalogue of Life.